# Ford Fusion (Europe)
Pour le véhicule vendu en Amérique, voir Ford Fusion (Amérique du Nord).
La Ford Fusion est un crossover citadin fabriqué par le constructeur automobile américain Ford de 2002 à 2012. Elle est apparue en 2002 en même temps que la cinquième génération de Ford Fiesta dont elle partage la base ainsi que les différentes motorisations. La Fusion était fabriquée à Cologne en Allemagne et à Chennai en Inde.

## Présentation
Ce modèle est un crossover citadin. On peut considérer qu'il appartient à la catégorie, émergente à sa sortie, des "minispaces" qui comptera ensuite la Meriva en 2003, puis les Fiat Idea et Renault Modus en 2004. Toutefois, l'appartenance à ce segment de marché reste discutable dans le cas de la Fusion, la conception de son habitacle restant similaire à celui d'une citadine ordinaire (banquette traditionnelle à l'arrière), et non pas d'un véhicule familial. Le modèle est parfois comparé à un petit break (car concurrent des Peugeot 206 SW et Skoda Fabia Combi), ou à un petit SUV (du fait de son design anguleux et de sa garde au sol surélevée). Ford marketait la Fusion comme un Urban Activity Vehicle (appellation inventée par la marque pour ce modèle, signifiant véhicule urbain de loisirs). Ces différentes influences ne permettent pas de catégoriser la Fusion, sinon comme un crossover, c'est-à-dire un mélange des genres. Le nom Fusion a d'ailleurs été choisi par Ford car l'objectif du modèle est de fusionner les genres.
La Ford Fusion est d'abord présentée sous la forme d'un show car au Salon de l'automobile de Genève 2001. Le modèle de série est révélé à l'édition suivante du même salon. 
La Fusion se destine principalement au marché européen, pour lequel elle a été conçu, mais s'exporte également vers quelques pays étrangers tels que l'Australie, la Nouvelle-Zélande, l'Afrique du Sud, le Japon ou encore Singapour.
Un léger restylage intervient en novembre 2005. La Fusion est dotée de nouveaux feux et le tableau de bord évolue, avec deux feux de brouillard arrière au lieu d'un, et des jauges à aiguilles pour la température d'eau et le niveau de carburant. Le tableau de bord est maintenant en plastique moussé. Les baguettes de protection latérales de la carrosserie sont plus larges.
En Europe, en juin 2012, la Fusion est remplacée par un minispace, le Ford B-Max.

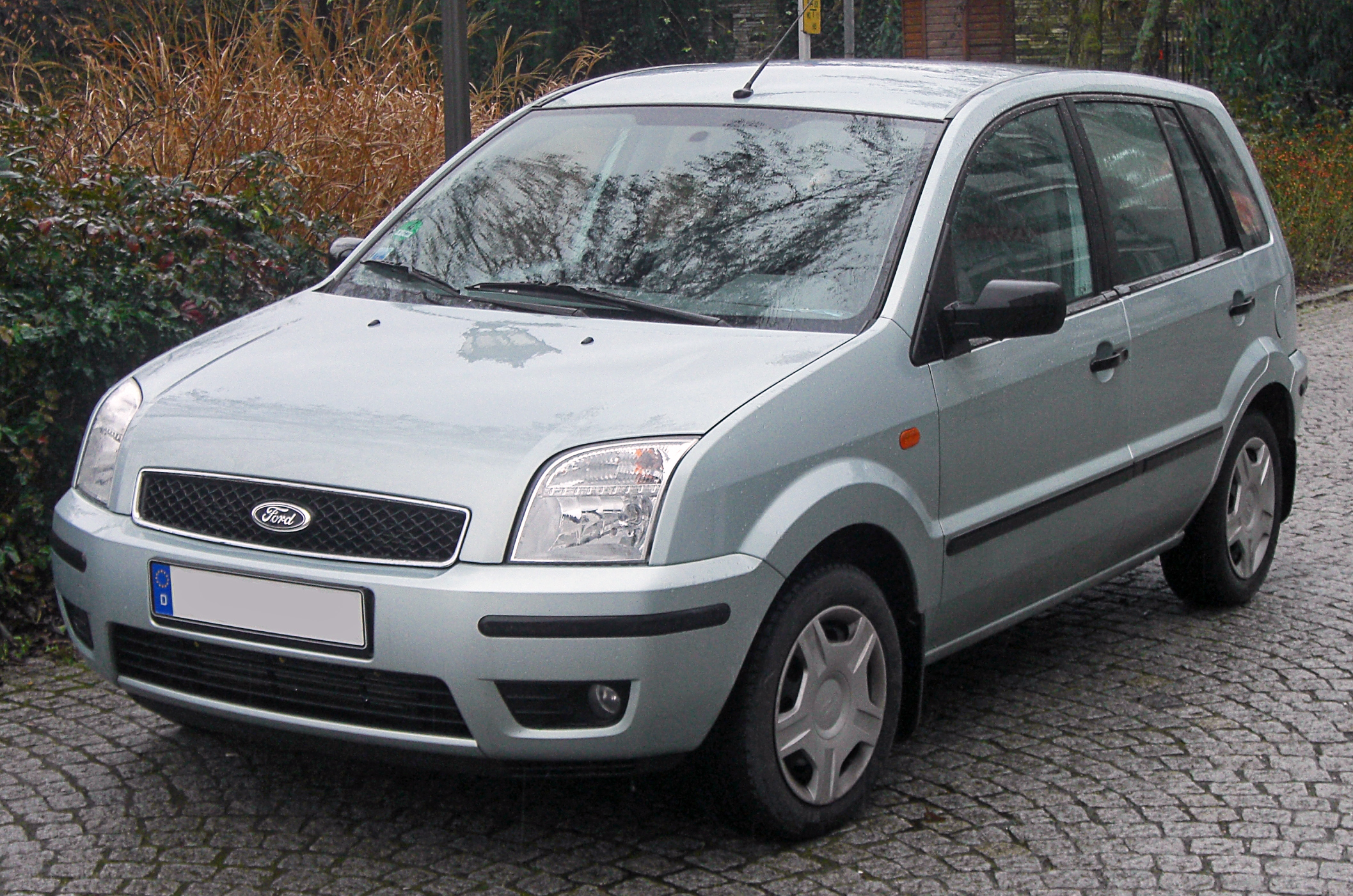
Ford Fusion phase 1
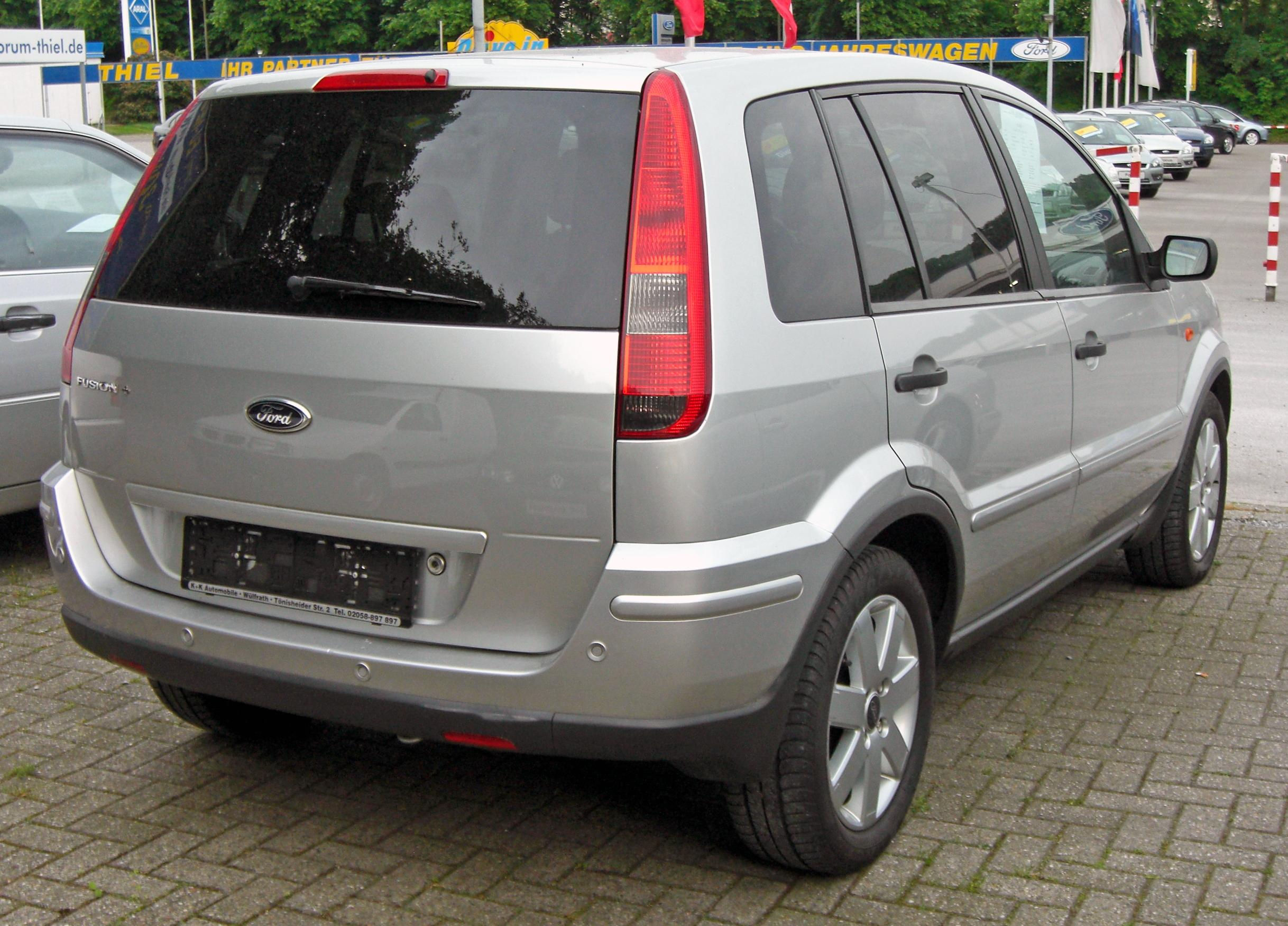
Ford Fusion phase 1
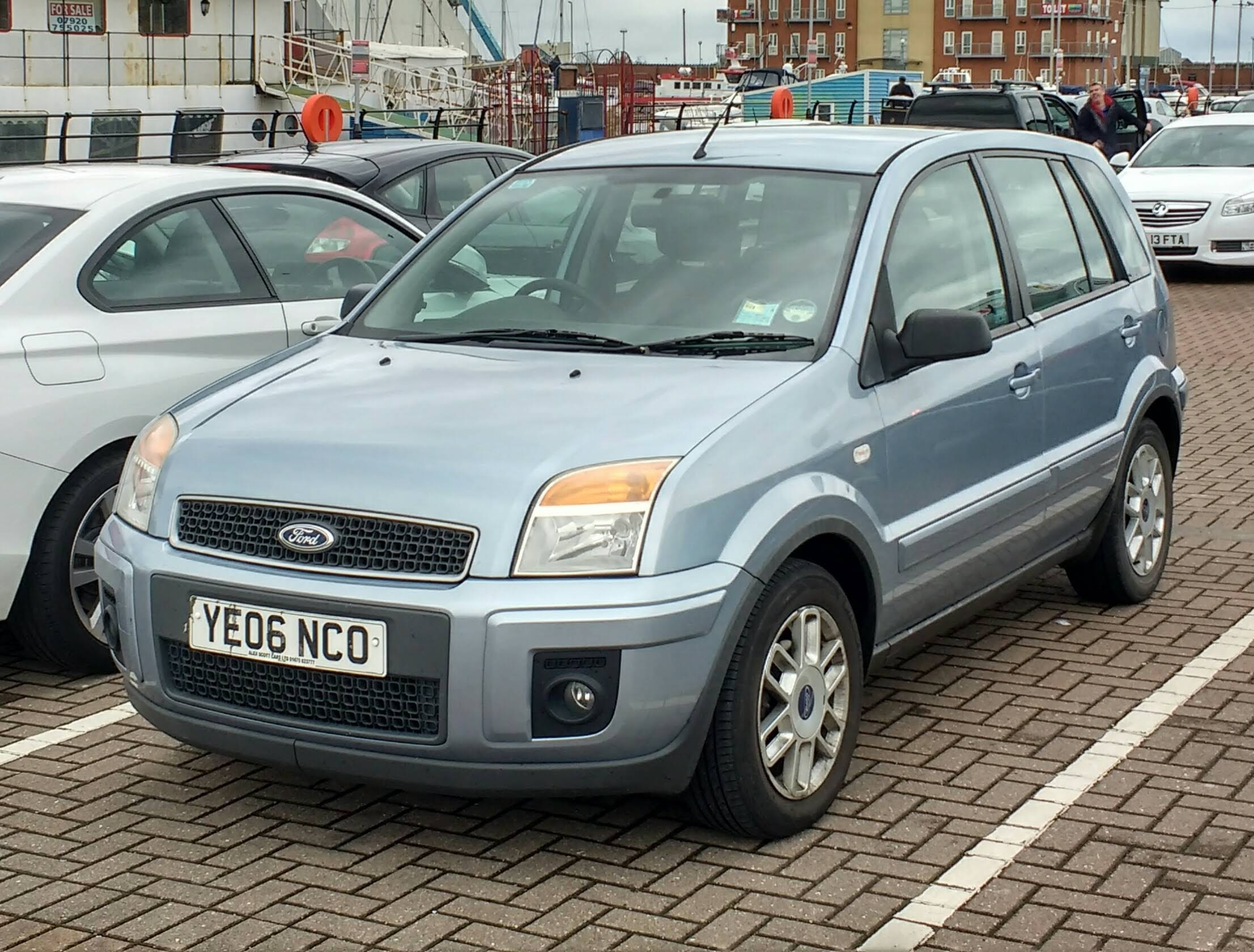
Ford Fusion phase 2
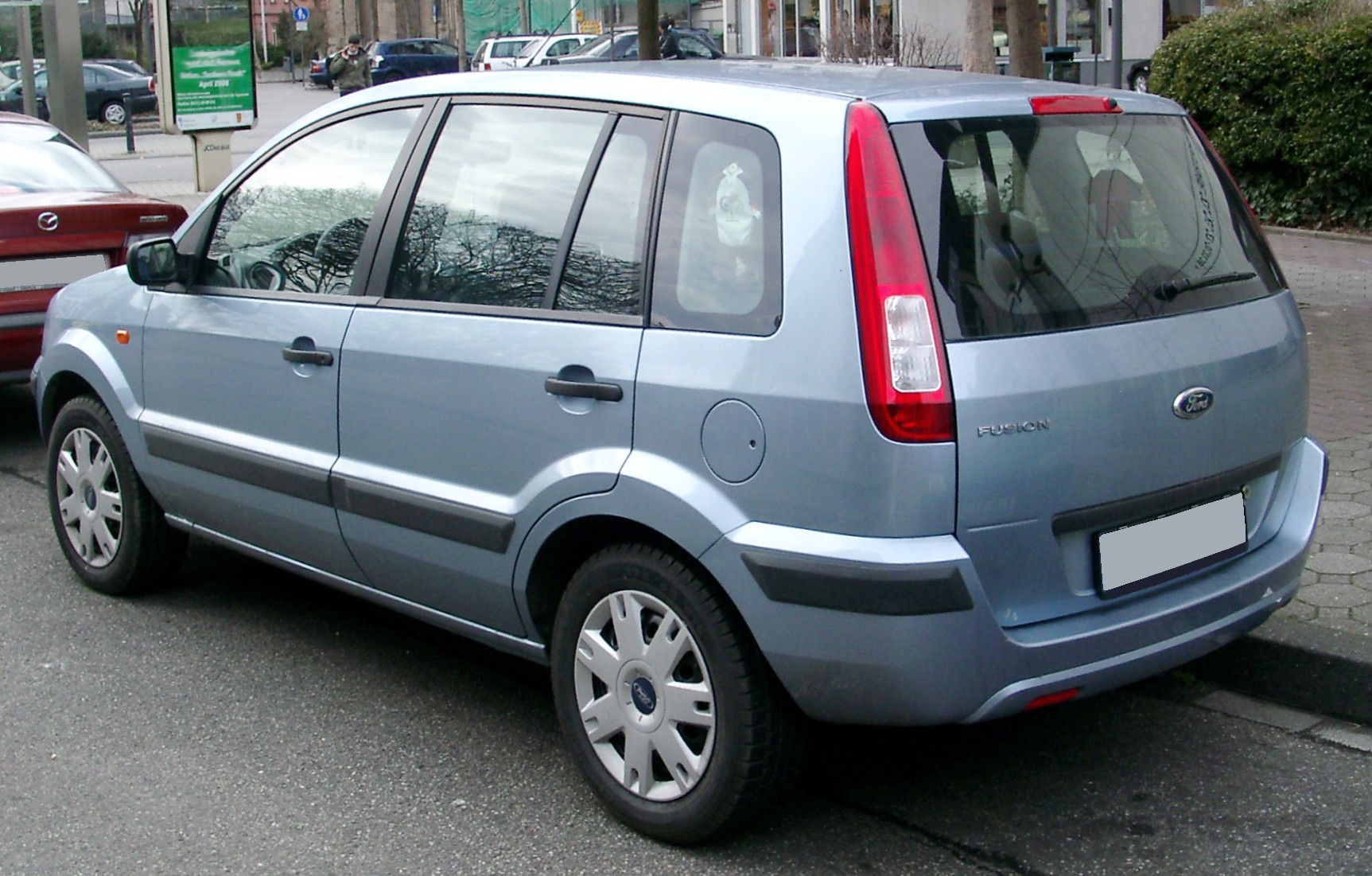
Ford Fusion phase 2
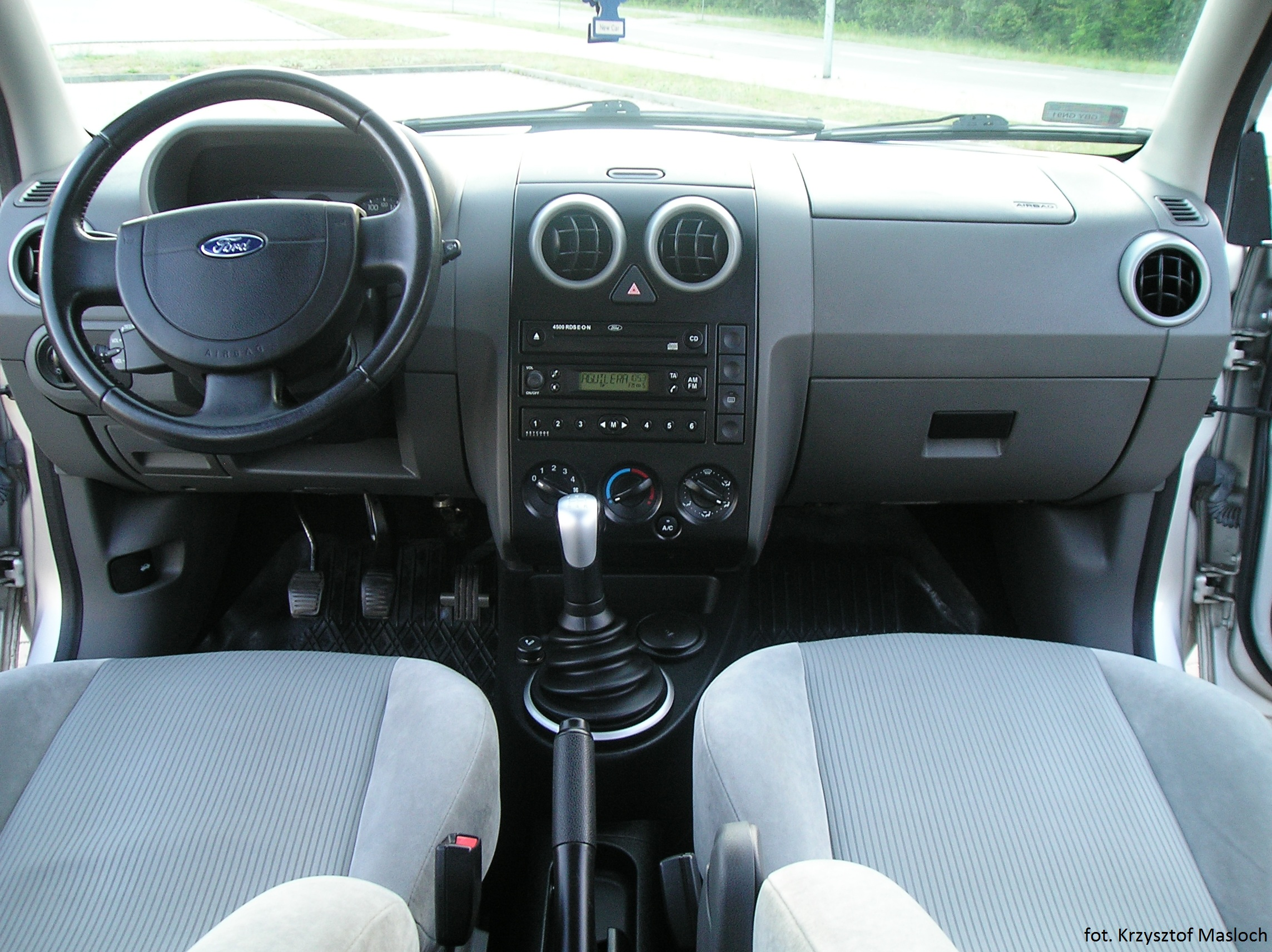
Ford Fusion phase 1 (intérieur)

## Finitions
En France, elle dispose des finitions "Trend", "Elegance" (remplacée par "Trend Pack" en janvier 2004) et "Plus". Au restylage les finitions deviennent "Trend", "Senso" et "Plus".

## Motorisations
Les motorisations sont partagées avec la Fiesta de cinquième génération :
Essence
- 1.4 16v 80 ch Type FXJA OU FXJB (boîte manuelle ou robotisée).
- 1.6 16v 100 ch Type FYJA (boîte manuelle ou automatique seulement sur finition Plus).

Diesel (moteur fourni par le groupe PSA Peugeot Citroën)
- 1.4 TDCI 68 ch Type F6JA ou F6JB (boîte manuelle ou robotisée).
- 1.6 TDCI 90 ch Duratorcq (automne 2004)[5].

Ford a cessé la production de ses modèles diesel fin 2010. Les moteurs aux normes Euro 4 (pas de filtre à particules) n'ont pas été adaptés aux normes Euro 5 (véhicule en fin de vie commerciale). La production des modèles essence a été adaptée aux normes Euro 5.

## Autres utilisations de l'appellation Fusion
Sur le continent américain, l’appellation Fusion est aussi utilisée par Ford pour désigner une berline familiale, qui n'a rien à voir avec le modèle en Europe.

## Ventes
646 238 Ford Fusion ont été commercialisées en Europe,.